# Xanthopimpla stenophatna
Xanthopimpla stenophatna är en stekelart som beskrevs av Krieger 1915. Xanthopimpla stenophatna ingår i släktet Xanthopimpla och familjen brokparasitsteklar. Inga underarter finns listade i Catalogue of Life.